# The Landlord (film, 2007)
The Landlord est un court métrage de comédie américaine de 2 minutes, réalisé en 2007 par Drew Antzis, Will Ferrell et Adam McKay pour le site Funny or Die.